# Kastell Heldenbergen
Das Kastell Heldenbergen ist ein ehemaliges, mehrphasiges römisches Lager mit Zivilvicus in der Gemarkung von Heldenbergen, einem Ortsteil von Nidderau im Main-Kinzig-Kreis in Hessen (Deutschland).

## Lage
Der Fundplatz liegt am rechten Ufer der Nidder oberhalb eines Prallhangs auf einer hochwasserfreien Lößterrasse in der Ortslage Heldenbergen. Heute durchschneidet die Konrad-Adenauer-Allee (die ehemalige Bundesstraße 45) den Bereich des Bodendenkmals. In der Antike befand sich der Platz etwa acht Kilometer hinter dem obergermanisch-raetischen Limes auf dem Gebiet der römischen Provinz Germania superior (Obergermanien).

## Forschungsgeschichte
Aufgrund der Lage an der Kreuzung mehrerer römischer Fernstraßen vermutete bereits Georg Wolff Ende des 19. Jahrhunderts in Heldenbergen die Hinterlassenschaften römischer Militäreinrichtungen. Bei seiner Nachsuche entdeckte Wolff schließlich 1896 zwei Spitzgräben, die offensichtlich zu zwei unterschiedlichen Lagern gehören mussten. Eine weitere Entdeckung gelang dem Friedberger Gymnasiallehrer Paul Helmke in den Jahren 1904/05 mit der Freilegung eines römischen Gräberfeldes an der Straße nach Okarben. Danach schwand das öffentliche Interesse an dem Fundplatz. Bis 1970 wurden größere Teile der Kastellfläche sowie des vicus stillschweigend überbaut, ohne dass hier Fundmeldungen an die zuständigen Denkmalbehörden ergingen. Zu Beginn der 1970er Jahre wurden dann weitere Baufelder in diesem Bereich zunächst ohne denkmalrechtliche Auflagen ausgewiesen, obwohl der Fundplatz bereits bekannt war. Bereits bei der Anlage der ersten Bauflächen kamen zahlreiche römische Artefakte zu Tage. Als das damalige hessische Landesamt für Denkmalpflege (LfDH) trotz wiederholter Fundmeldungen nicht aktiv wurde, begann im Herbst 1972 eine Gruppe interessierter Bürger unter der Führung von Rolf Hohmann damit, die bei den Bauarbeiten freigelegten Bodendenkmäler zu sichern und zu dokumentieren. Dabei entdeckte die Gruppe, die sich später zur „Archäologischen und volkskundlichen Arbeitsgemeinschaft südliche Wetterau“ (Wetterau AG) zusammenschloss, gut erhaltene Brunnen, Töpferöfen, Keller und Fundamente von Gebäuden.
Erst mit zunehmendem öffentlichem Druck veranlasste 1973 das Landesamt für Denkmalpflege eine erste sogenannte Notbergung unter der Leitung von Gerd Rupprecht, bei der nun die Entdeckung einer dritten Kastellphase offiziell wurde. Weitere Beobachtungen wurden von ehrenamtlichen Mitgliedern des Vereins für Vor- und Frühgeschichte im unteren Niddertal e. V. unter der Leitung von Gretel Callesen unternommen. Zwischen 1975 und 1979 finanzierte die Deutsche Forschungsgemeinschaft (DFG) in Heldenbergen mehrere Grabungskampagnen unter der Leitung von Wolfgang Czysz, der nun eng mit der Arbeitsgemeinschaft zusammenarbeitete. Abgesehen von einer 1989 erschienenen kurzen Übersicht legte Csysz die Ergebnisse dieser Forschungsarbeiten erst 24 Jahre später im Jahr 2003 vor, wodurch das Kastell Heldenbergen lange unbeachtet blieb.

## Lager und Belegung
Nach derzeitigem Forschungsstand können in Nidderau-Heldenbergen drei römische Militärlager unterschiedlicher Zeitstellung und Größe ausgemacht werden.
Heldenbergen I („Polygonallager“): Die zeitlich älteste Anlage am Fundplatz Heldenbergen ist ein Holz-Erde-Lager mit einer ungewöhnlich großen Grundfläche von ca. 8,5 Hektar und der Form eines zur Nidder hin offenen Trapezes. Der zum Fluss hin steil abfallende Hang war als Schutz für das Lager an dessen nördlicher Flanke offenbar ausreichend. Es wurde vermutlich unter Domitian im Zuge der Chattenkriege oder kurz danach erbaut und war nur kurzfristig belegt. Da auch eine Innenbebauung bislang nicht nachgewiesen werden konnte, liegt eine Interpretation als Marschlager nahe.
Heldenbergen II: Das in der chronologischen Abfolge zweite Lager war ein ebenfalls nur temporär belegtes Holz-Erde-Kastell, das einen annähernd quadratischen Grundriss mit einer Seitenlänge von 127 Meter × 117 Meter aufweist, was einer Fläche von etwa 1,5 Hektar entspricht. Dieses zweite Lager entstand wohl im Zuge der Wiederbesetzung der Wetteraukastelle bald nach dem Aufstand des Saturninus von 89 nach Christus. Es wurde 1973 von Rupprecht definiert. Umwehrt war das Lager mit einem einphasigen Spitzgraben, der bei den Ausgrabungen noch bis 2,50 Meter tief erhalten war, wobei die obere Breite bei 1,70 bis 1,90 Meter angetroffen wurde. Spuren einer Innenbebauung konnte Czysz nicht nachweisen.
Heldenbergen III („Kleines Erdkastell“): Das jüngste Lager ist ein kleines Holzkastell mit einer Seitenlänge von 91 Meter mal 94 Meter, also einer Grundfläche von 0,86 Hektar. Es wurde bereits 1896 von Wolff entdeckt. Es ist ebenfalls mit einem einphasigen Spitzgraben umwehrt, der bei den Ausgrabungen noch bis zu drei Meter tief erhalten war und eine obere Breite von etwa 2,50 Meter aufwies. Der archäologische Befund weist auf mehrmalige Ausbesserungen des Grabens hin. Eine Innenbebauung in Holzbauweise wurde von Czysz lediglich ausschnitthaft nachgewiesen, ohne dass es dem Ausgräber gelang eine Binnenstruktur zu erkennen. Nach der Errichtung des Obergermanisch-Raetischen Limes verlor das Lager Heldenbergen III seine strategische Funktion und wurde von den römischen Truppen aufgegeben. Es entstand vermutlich nur wenige Jahre zuvor und diente beim Ausbau des Limes als Depot und rückwärtiger Stützpunkt. Bei den Untersuchungen Ende des 19. Jahrhunderts stieß Wolff außerhalb der Umwehrung auf ein größeres Gebäude in Steinbauweise, das dem Nordwesttor des Kastells etwa 180 Meter vorgelagert war. Aufgefundene gestempelte Ziegel tragen die Stempelmarken der Legio XXII Primigenia Pia Fidelis, die im letzten Jahrzehnt des 1. Jahrhunderts nach Mainz verlegt wurde. Wolff interpretierte den Befund aufgrund des Fundes von Hypocaustziegeln als Kastellbad. Czysz bezweifelt Wolffs Ansprache und schlägt seinerseits eine Interpretation als militärischen Wachturm vor, der nach Abzug der Lagerbesatzung eine militärische Präsenz an diesem Ort aufrechterhielt.
Bei allen drei Lagern konnte bislang nicht hinreichend geklärt werden, welche Truppenteile die jeweiligen Anlagen erbaut und genutzt hatten. Die beim Lager Heldenbergen III gefundenen Stempelmarken der Legio XXII Primigenia Pia Fidelis sind kein Indiz für eine Stationierung von Truppenteilen dieses Verbandes. Vielmehr produzierte die XXII. Legion nach ihrer Verlegung nach Mainz Ziegel im großen Stil für diverse staatliche und zivile Bauwerke in Obergermanien.

## Lagerdorf
Westlich der Südwestecke des Lagers Heldenbergen III erstreckte sich ein typischer Straßenvicus aus 50 bis 70 Streifenhäusern, die sich entlang der römischen Straße nach Okarben aneinanderreihten. Während der Ausgrabungen wurden Handwerksbetriebe, namentlich Töpferbetriebe sowie Schmieden und mindestens zwei Bronzegießereien, nachgewiesen, die den Charakter der Siedlung als Gewerbevicus prägten. Insbesondere die mindestens fünf nachgewiesenen Töpferbetriebe waren von regionaler Bedeutung. Über gefundene Stempelmarken ist ein Töpfer namentlich bekannt. Es handelt sich um einen Dorfbewohner namens Lucius Primus. Ein weiterer Töpfername ist lediglich fragmentarisch als [.]– S – [.] erhalten. Der vicus nahm eine Fläche von etwa 2,5 Hektar ein. Das zugehörige Gräberfeld mit ca. 230 dokumentierten Gräbern war bereits 1904/05 von Paul Helmke entdeckt worden. Das Lagerdorf entstand etwa kurz vor dem Jahr 100 und bestand nach dem Abzug der im Lager Heldenbergen III stationierten Truppenteile als reine Zivilsiedlung innerhalb der civitas Taunensium weiter. Die Ausgrabungsergebnisse legen nahe, dass die Gewerbesiedlung bald nach der Gründung prosperierte, ab der Mitte des 2. Jahrhunderts jedoch einen raschen Niedergang erfuhr. Im Zusammenhang mit den Germanenüberfällen von 233 wurde das Dorf endgültig geräumt, bevor es angegriffen und zerstört wurde. Bei den Ausgrabungen wurden Skelettteile von etwa einem Dutzend Männer gefunden, die tödliche Kampfverletzungen in Form von Schwerthieben und Stichwunden aufwiesen. Bei den Toten handelt es sich möglicherweise um von einer römischen Reiterei niedergemachte germanische Kämpfer. Anthropologisch nachgewiesene Fraßspuren von Hunden und wilden Tieren lassen darauf schließen, dass die beim Angriff getöteten Männer nicht bestattet wurden und der vicus nach der Zerstörung nicht wiederaufgebaut wurde.

## Denkmalschutz
Die Kastell- und vicus-Bereiche sind Bodendenkmale im Sinne des hessischen Denkmalschutzgesetzes. Nachforschungen und gezieltes Sammeln von Funden sind genehmigungspflichtig, Zufallsfunde an die Denkmalbehörden zu melden.